# Ankeršeretef
Ankeršeretef ili Ankrešet ("život je na njegovu nosu") je bio egipatski princ 4. dinastije, sin krunskog princa Nefermaata i njegove žene Itet, te unuk faraona Snofrua. Prikazan je kao dječak u grobnici svojih roditelja u Meidumu.